# Koninkrijk Lankasuka
Het koninkrijk Lankasuka zou volgens Chinese geschriften in de 2e eeuw zijn ontstaan in het gebied van de huidige provincie Pattani. Het zou onder invloed hebben gestaan van handelaren uit India. Onduidelijk is nog of met de door stenen muren omgeven stad de stad Pattani wordt bedoeld. Er is een zeer gedetailleerde beschrijving van deze stad in de Chinese geschiedenis van de Liang dynastie. In het jaar 515 is er een delegatie van het land Lankasuka aan het Chinese hof. Kort daarna is het koninkrijk uit de Chinese geschiedschrijving verdwenen. Vermoedelijk is het in de 8e eeuw in Sri Vijaya opgegaan.